# Gralingen
Gralingen är en ort i Luxemburg.   Den ligger i distriktet Diekirch, i den norra delen av landet, 40 kilometer norr om huvudstaden Luxemburg. Gralingen ligger 473 meter över havet och antalet invånare är 142.
Terrängen runt Gralingen är huvudsakligen lite kuperad. Gralingen ligger uppe på en höjd.  Närmaste större samhälle är Ettelbruck, 9,9 kilometer söder om Gralingen.
I omgivningarna runt Gralingen växer i huvudsak blandskog. Runt Gralingen är det tätbefolkat, med 286 invånare per kvadratkilometer.